# Секуричени (Сучава)
Секуричени (рум. Securiceni) насеље је у Румунији у округу Сучава у општини Удешти. Oпштина се налази на надморској висини од 336 m.

## Становништво
Према подацима из 2002. године у насељу је живело 162 становника, од којих су сви румунске националности.